# Kurt Müller (Sportschütze)
Kurt Müller (* 4. April 1934 in Kriens) ist ein ehemaliger Schweizer Sportschütze.

## Erfolge
Kurt Müller nahm an drei Olympischen Spielen teil. 1960 kam er in Rom im Dreistellungskampf mit dem Kleinkalibergewehr nicht über den 17. Platz hinaus. Vier Jahre darauf belegte er in Tokio in dieser Disziplin derselben Disziplin den achten Rang, während er im Dreistellungskampf mit dem Freien Gewehr Siebter wurde. Bei den Olympischen Spielen 1968 in Mexiko-Stadt erzielte er mit dem Freien Gewehr im Dreistellungskampf insgesamt 1148 Punkte, womit er hinter Gary Anderson und Walentin Kornew die Bronzemedaille gewann. Im liegenden Anschlag mit dem Kleinkalibergewehr belegte er wie in Tokio vier Jahre zuvor den achten Platz.
1962 wurde Kurt Müller im Einzel mit dem Freien Gewehr in der Kniend-Position sowie in der Mannschaftskonkurrenz des Stehendschießens mit dem Kleinkalibergewehr Vizeweltmeister. Darüber hinaus belegte er im stehenden Anschlag mit dem Freien Gewehr im Einzel sowie mit der Mannschaft in den Dreistellungskampf-Wettbewerben jeweils mit dem Freien Gewehr und dem Kleinkalibergewehr den dritten Platz. 1966 gelang ihm zweimal der Titelgewinn: im Stehendschießen mit dem Freien Gewehr wurde er im Einzel sowie mit dem Luftgewehr in der Mannschaftskonkurrenz Weltmeister. In den Dreistellungskampf-Wettbewerben mit dem Standardgewehr und dem Armeegewehr sicherte er sich jeweils mit der Mannschaft Silber, mit dem Freien Gewehr gewann er Mannschafts-Bronze.